# 太田正孝 (市議会議員)
太田 正孝（おおた まさたか、1945年〈昭和20年〉11月11日 - ）は、日本の政治家、実業家。横浜市会議員（12期）。

## 来歴
神奈川県横浜市磯子区出身。1961年、日本鋼管鶴見造船所養成校に入学。1964年に神奈川県庁に入庁し、働きながら1966年に神奈川県立希望ヶ丘高等学校定時制を卒業する。中央大学法学部通信教育課程中退。
1971年、神奈川県庁を退職し、横浜市会議員選挙に立候補するが落選。1975年に再び横浜市議選に立候補したが、再度落選した。
1979年、新自由クラブ公認で磯子区選挙区から横浜市議選に立候補し、初当選を果たす。新自由クラブ解党後は横浜市会で横浜自由クラブを結成。1987年の横浜市議選では横浜自由クラブに加え、進歩党（新自由クラブ解党後、田川誠一が結成）推薦で3選を果たした。
2001年、横浜市議を6期目の任期途中で辞職。第19回参議院議員通常選挙に自由党公認で神奈川県選挙区から立候補したが、惨敗した。2003年、横浜市議選に立候補し返り咲きを果たす(以後連続当選)。
2018年5月14日に、立憲民主党入党が同神奈川県連から発表された。
2021年1月5日、夏に執行される横浜市長選挙に無所属で立候補する意向を固めたことが報じられた。同年7月28日に立憲民主党を離党し、8月8日、同市長選に立候補を届け出たことに伴い、公職選挙法の規定により横浜市会議員を退職（失職）。選挙では39,802票（2.64％）で7位にとどまり、供託金没収点にも届かず落選した。その後、自身の失職に伴い9月執行予定の横浜市会議員補欠選挙（定数1）への出馬を表明していたが、9月3日に出馬を取りやめると発表。2023年4月、第20回統一地方選挙で実施された横浜市議選に立候補し返り咲きを果たした。

## 政策・主張
- 1987年9月、当時横浜市長だった細郷道一の自治医科大学附属病院入院について（当時MRIのなかった横浜市立大学医学部附属病院でなく）「自治医科大学に入院できる市長は幸せだ。それに引き換え（横浜）市民は可哀そうではないか」と市立大学病院の設備充実を訴える質問をしたところ、横浜市会自由民主党から市長への謝罪を要求された。これに対し太田が「謝罪する理由はない」と拒絶したところ、懲罰動議が提出され、市会への出席停止処分を受けた[21]。
- 2001年の第19回参議院議員通常選挙に自由党から出馬した際に、地元新聞から小泉純一郎内閣総理大臣の靖国神社公式参拝に関する感想を聞かれ「戦没者の御霊（みたま）に対して、首相や大臣が真摯な気持ちでまことを尽くすことは、だれかがとめられるものでもない。ただ、靖国神社を（国家）神道復活などの政治的な目的に利用するような気持ちがみじんもあってはならない」と回答した[22]。
- 「清朝打倒に13回失敗し、14回目にして成し遂げた。不屈の精神に敬服する」ことを理由に孫文を尊敬する[23]。
- 市町村合併に対して「極端に提言すると、横浜市、川崎市、相模原市、横須賀市を核として周辺市町村が合併した4政令指定都市ができれば、神奈川県や神奈川県議会は不要であり、4政令指定都市市長と各市議会代表3人程度を神奈川県レベルの共通課題を協議する連絡調整機関にすることで1兆円の無駄は省ける」と主張した[24]。

## 人物
- 横浜市会議員の他、大福建設不動産、社会福祉法人等を経営する実業家でもある。
- 社会福祉法人「みどりのその」の理事長、法務省人権擁護委員を務めた。自治功労によって藍綬褒章を受章している。
- 2011年には横須賀市の阿部倉温泉を買収し、温泉再生事業に取り組んでいる[25]。